# Samsung Galaxy A5
Galaxy A5 tên của một điện thoại thông minh của Samsung. Nó được ra mắt vào 30 tháng 10 năm 2014.

## Thiết kế
Samsung Galaxy A5 được trang bị màn hình SuperAMOLED và có thiết kế bằng nhôm nguyên khối, trang bị màn hình 5inch với độ phân giải HD và cài sẵn Android 4.4 và có thể nâng cấp lên Android 7.0 trên giao diện TouchWiz.

## Phần cứng
Máy được trang bị chip Qualcomm Snapdragon 410 lõi tứ 1.2GHz, cấu trúc 64 bit ARM Cortex-A53. Đồ họa trên thiết bị này là Adreno 306. Nó có 2GB RAM và bộ nhớ trong 16GB. Thiết bị này hỗ trợ MicroSD lên tới 64GB.
Máy hỗ trợ NFC và WIFI-DIRECT.

## Liên kết
- Samsung galaxy A5
- Samsung galaxy A5